# Babez for Breakfast
Babez for Breakfast è il quinto album del gruppo finlandese Lordi, pubblicato contemporaneamente in Europa, Giappone e negli USA il 15 settembre 2010. Come da tradizione per la band, sono stati cambiati i costumi per il nuovo album.

## Tracce
1. SCG5: It's a Boy!
2. Babez for Breakfast
3. This Is Heavy Metal
4. Rock Police
5. Discoevil
6. Call Off the Wedding
7. I Am Bigger Than You
8. ZombieRawkMachine
9. Midnite Lover
10. Give Your Life for Rock and Roll
11. Nonstop Nite
12. Amen's Lament to Ra
13. Loud and Loaded
14. Granny's Gone Crazy
15. Devil's Lullaby
16. Lord Have Mercy
17. Studs 'n' Leather

## Registrazione
La registrazione dell'album iniziò il 16 febbraio 2010 al WireWorld Studio a Nashville, USA. La band aveva 44 demo tra cui scegliere, 15 per l'album.

## Formazione
- Mr. Lordi – voce
- Amen – chitarra
- Kita – batteria
- OX – basso
- Awa – tastiere

## Classifiche
| Paese     | Posizione più alta |
| --------- | ------------------ |
| Austria   | 71                 |
| Finlandia | 9                  |
| Francia   | 113                |
| Germania  | 66                 |
| Grecia    | 26                 |